# Oak Grove Village
Oak Grove Village è un villaggio degli Stati Uniti d'America, situato nello Stato del Missouri, nella contea di Franklin.